# Мельник Микола Євтихійович
Микола Євтихійович Мельник (нар. 17 квітня 1943) — український політик.

## Біографія
Член СПУ (з 1998); заступник директора СТОВ «Липівка»; директор селянського приватного підприємства «Мар'янівка».
Народився 17 квітня 1943 (село Липівка, Томашпільський район, Вінницька область); українець; дружина Ніна Павлівна — директор ковбасного цеху; дочка Світлана — директор СТОВ «Липівка»; дочка Катерина — кандидат історичних наук, викладач університету.
Освіта: Уманський сільськогосподарський інститут (1978), вчений-агроном.
Березень 2006 — кандидат в народні депутати України від СПУ, № 47 в списку. На час виборів: народний депутат України, член СПУ.
Народний депутат України 4-го скликання з квітня 2002 до квітня 2006 від СПУ, № 8 в списку. На час виборів: заступник директора СТОВ «Липівка», член СПУ. Член фракції СПУ (з травня 2002), голова підкомітету з питань формування бюджетної, фінансово-кредитної, податкової та інвестиційної політики Комітету з питань аграрної політики та земельних відносин (з червня 2002).
Березень 1998 — кандидат в народні депутати України, виборчій округ № 17 Вінницької області. З'явилось 77,7 %, «за» 12,9 %, 3 місце з 13 претендентів. На час виборів: заступник голови корпорації «Липівка» Томашпільського району Вінницької області.
Березень 1994 — кандидат у народні депутат України, Тульчинський виборчій округ № 61, Вінницька область., висунутий трудовим колективом, 1-й тур — 12,71 %, 4 місце з 9 претендентів.
Народний депутат України 1-го скликання з березня 1990 (1-й тур) до квітня 1994, Тульчинський виборчій округ № 37, Вінницька область. На час виборів: голова колгоспу імені Леніна Томашпільського району. Входив до Народної ради, фракції «Нова Україна», групи «Земля і воля». Член Комісії з питань економічної реформи і управління народним господарством.
- 1960 — робітник цукрового заводу; причіплювач тракторної бригади колгоспу імені Леніна.
- З 1960 — учень Брацлавського сільськогосподарського технікуму.
- З 1963 — служба в армії.
- З 1966 — обліковець тракторної бригади, плановик колгоспу, завідувач тваринницької ферми, 02.1969-07.1976 — голова колгоспу імені Леніна, село Липівка Томашпільського району.
- 07.1976-12.1978 — голова міжгосподарського об'єднання з виробництва м'яса, село Липівка.
- 12.1978-07.1991 — голова колгосп імені Леніна, село Липівка.
- 10.07.1994-06.1996 — голова Вінницької облради народних депутатів.
- 10.07.1995-18.06.1996 — голова Вінницької облдержадміністрації.

Був членом Комісії з питань аграрної та земельної реформи при Президенті України (з березня 1995)
Депутат Вінницької облради (1998—2002), член бюджетної комісії; голова фракції СПУ у Вінницькій облраді.
Член Політради СПУ (з травня 2000), секретар Вінницького обкому СПУ.
Ордени Леніна, Трудового Червоного Прапора, «Знак Пошани».
Державний службовець 1-го рангу (жовтень 1994).
Автор тетралогії «В диких зарослях малини» (1992—1997).